# Pseudopanax
Pseudopanax és un petit gènere de 12-20 espècies de plantes perennes, la majoria endèmiques de Nova Zelanda, encara que també es desenvolupen en Tasmània (Austràlia) i algunes espècies en Sud-amèrica han estat de vegades incloses en aquest gènere. Pseudopanax són petits arbres amb diferències entre la seva etapa juvenil i la seva forma d'adult, com Pseudopanax crassifolius i Pseudopanax ferox. Moltes espècies són populars en els jardins de Nova Zelanda.
Hi ha dues espècies endèmiques del sud de Xile i Argentina, P. laetevirens un petit arbre, i P. valdiviensis, una parra lenyosa de la Selva Valdiviana. No obstant això algunes autoritats les inclouen en Raukaua.

## Taxonomia
- Pseudopanax arboreus
- Pseudopanax chathamicus
- Pseudopanax crassifolius
- Pseudopanax davidii
- Pseudopanax discolor
- Pseudopanax ferox
- Pseudopanax gilliesii
- Pseudopanax laetevirens
- Pseudopanax laetus
- Pseudopanax lessonii
- Pseudopanax linearis
- Pseudopanax valdiviensis